# Pseudeuclea roseolata
Pseudeuclea roseolata là một loài bọ cánh cứng trong họ Cerambycidae.